# Cocoricò (singolo)
Cocoricò è un singolo dei cantautori italiani Samuel e Colapesce, pubblicato il 1º gennaio 2021 come secondo estratto dal secondo album in studio di Samuel Brigata bianca.

## Video musicale
Il videoclip, diretto dagli YouNuts!, è stato pubblicato il 7 gennaio 2021 sul canale Vevo-YouTube del cantante.

## Classifiche
| Classifica (2021)         | Posizione massima |
| ------------------------- | ----------------- |
| Italia (airplay)          | 5                 |
| Italia (airplay italiana) | 4                 |